# ميريديان (كونيتيكت)
ميريديان (بالإنجليزية: Meriden, Connecticut)‏ هي مدينة تقع في New Haven بولاية كونيتيكت في الولايات المتحدة. تأسست عام 1806، تبلغ مساحتها 62.5 (كم²)، وترتفع عن سطح البحر 54 م، بلغ عدد سكانها 60868 نسمة في عام 2010 حسب إحصاء مكتب تعداد الولايات المتحدة .

## التركيبة السكانية
حدّد مكتب تعداد الولايات المتحدة بيانات التركيبة السكانية لميريديان في تعداد الولايات المتحدة. في ما يلي، التركيبة السكانية حسب تعدادي 2000 و2010.

### تعداد عام 2000
بلغ عدد سكان ميريديان 58,244 نسمة بحسب تعداد عام 2000، وبلغ عدد الأسر 22,951 أسرة وعدد العائلات 14,960 عائلة مقيمة في المدينة. في حين سجلت الكثافة السكانية 930.7 نسمة لكل كيلومتر مربع (2,410.5/ميل2). وبلغ عدد الوحدات السكنية 24,631 وحدة بمتوسط كثافة قدره 393.6 لكل كيلومتر مربع (1,019.4/ميل2).
وتوزع التركيب العرقي للمدينة بنسبة 80.24% من البيض و6.45% من الأمريكيين الأفارقة و0.39% من الأمريكيين الأصليين و1.37% من الأمريكيين ذوي الأصول الآسيوية و0.02% من سكان جزر المحيط الهادئ و8.65% من الأعراق الأخرى و2.89% من عرقين مختلطين أو أكثر و21.11% من الهسبانيون أو اللاتينيون من أي عرق.
بلغ عدد الأسر 22,951 أسرة كانت نسبة 34% منها لديها أطفال تحت سن الثامنة عشر تعيش معهم، وبلغت نسبة الأزواج القاطنين مع بعضهم البعض 45.4% من أصل المجموع الكلي للأسر، ونسبة 15.2% من الأسر كان لديها معيلات من الإناث دون وجود شريك، بينما كانت نسبة 4.6% من الأسر لديها معيلون من الذكور دون وجود شريكة وكانت نسبة 34.8% من غير العائلات. تألفت نسبة 28.9% من أصل جميع الأسر من عدة أفراد يعيشون في نفس المنزل ونسبة 10.7% كانت تتألف من شخص يعيش بمفرده يبلغ من العمر 65 عاماً أو أكثر. وبلغ متوسط حجم الأسرة المعيشية 2.49، أما متوسط حجم العائلات فبلغ 3.08.
بلغ العمر الوسطي للسكان 36.2 عاماً. وكانت نسبة 25.5% من القاطنين تحت سن الثامنة عشر، وكانت نسبة 8.1% بين الثامنة عشر والرابعة والعشرين عاماً، ونسبة 30% كانت واقعةً في الفئة العمرية ما بين الخامسة والعشرين والرابعة والأربعين عاماً، ونسبة 21.6% كانت ما بين الخامسة والأربعين والرابعة والستين، ونسبة 12.8% كانت ضمن فئة الخامسة والستين عاماً فما فوق. يوجد لكل 100 أنثى 94.9 ذكر، ويوجد لكل 100 أنثى في الثامنة عشر من عمرها فما فوق 90.5 ذكر.
بلغ متوسط دخل الأسرة في المدينة 43,237 دولارًا، أما متوسط دخل العائلة فبلغ 52,788 دولارًا. وكان متوسط دخل الذكور 39,963 دولارًا مقابل 30,268 دولارًا للإناث. وسجل دخل الفرد الخاص بالمدينة 20,597 دولارًا. وكانت نسبة 8.5% من العائلات ونسبة 11% من السكان تحت خط الفقر، وكان من هؤلاء نسبة 17.6% تحت سن الثامنة عشر ونسبة 7.8% في الخامسة والستين من العمر وما فوق.

### تعداد عام 2010
بلغ عدد سكان ميريديان 60,868 نسمة بحسب تعداد عام 2010، وبلغ عدد الأسر 23,977 أسرة وعدد العائلات 15,304 عائلة مقيمة في المدينة. في حين سجلت الكثافة السكانية 972.6 نسمة لكل كيلومتر مربع (2,519.0/ميل2). وبلغ عدد الوحدات السكنية 25,892 وحدة بمتوسط كثافة قدره 413.7 لكل كيلومتر مربع (1,071.5/ميل2).
وتوزع التركيب العرقي للمدينة بنسبة 73.48% من البيض و9.65% من الأمريكيين الأفارقة و0.50% من الأمريكيين الأصليين و2.10% من الأمريكيين ذوي الأصول الآسيوية و0.06% من سكان جزر المحيط الهادئ و10.69% من الأعراق الأخرى و3.53% من عرقين مختلطين أو أكثر و28.90% من الهسبانيون أو اللاتينيون من أي عرق.
بلغ عدد الأسر 23,977 أسرة كانت نسبة 32.7% منها لديها أطفال تحت سن الثامنة عشر تعيش معهم، وبلغت نسبة الأزواج القاطنين مع بعضهم البعض 41% من أصل المجموع الكلي للأسر، ونسبة 17% من الأسر كان لديها معيلات من الإناث دون وجود شريك، بينما كانت نسبة 5.8% من الأسر لديها معيلون من الذكور دون وجود شريكة وكانت نسبة 36.2% من غير العائلات. تألفت نسبة 29.4% من أصل جميع الأسر من عدة أفراد يعيشون في نفس المنزل ونسبة 10.2% كانت تتألف من شخص يعيش بمفرده يبلغ من العمر 65 عاماً أو أكثر. وبلغ متوسط حجم الأسرة المعيشية 2.50، أما متوسط حجم العائلات فبلغ 3.10.
بلغ العمر الوسطي للسكان 37.7 عاماً. وكانت نسبة 23.9% من القاطنين تحت سن الثامنة عشر، وكانت نسبة 8.5% بين الثامنة عشر والرابعة والعشرين عاماً، ونسبة 27.7% كانت واقعةً في الفئة العمرية ما بين الخامسة والعشرين والرابعة والأربعين عاماً، ونسبة 27% كانت ما بين الخامسة والأربعين والرابعة والستين، ونسبة 12.9% كانت ضمن فئة الخامسة والستين عاماً فما فوق. وتوزع التركيب الجنسي للسكان بنسبة 48.4% ذكور و51.6% إناث.

## أعلام
- لويس فيليكس
- جورج دنلوب
- جاي ميرفي
- تشارلي بيلكنتون
- روزا بونسيل
- روب هايمان
- ريب جوردن
- هنري فرنسيس بريان
- باول كوك
- جورج موردوك

## وصلات خارجية
- www.cityofmeriden.org